# ديف سامبسون
ديف سامبسون (بالإنجليزية: Dave Sampson)‏ هو مغني بريطاني، ولد في 9 يناير 1941، وتوفي في 5 مارس 2014.